# Ivan Provedel
Ivan Provedel, né le 17 mars 1994 à Pordenone en Italie, est un footballeur international italien, qui évolue au poste de gardien de but à la Lazio Rome.

## Biographie

### En club
Né à Pordenone en Italie, Ivan Provedel est formé par l'Udinese Calcio avant de rejoindre le Chievo Vérone, mais il ne joue aucun match avec ces deux clubs. Il commence sa carrière en 2013, au Pise Calcio, en Serie C, où il est prêté par le Chievo.
Le 11 juillet 2017, Ivan Provedel quitte définitivement le Chievo Vérone, où il n'a joué aucun match, et s'engage en faveur de l'Empoli FC. Il signe un contrat courant jusqu'en juin 2021. En janvier 2018, il se blesse gravement, victime d'une fracture du tibia qui met un terme à sa saison.
Provedel découvre la Serie A avec Empoli, jouant son premier match le 21 octobre 2018 face au Frosinone Calcio. Il est titularisé et les deux équipes se neutralisent ce jour-là (3-3).
Lors d'un prêt à la Juve Stabia, le 7 février 2020, il marque un but de la tête dans les arrêts de jeux contre Ascoli.
Le 5 octobre 2020, Ivan Provedel s'engage en faveur du Spezia Calcio.
Le 8 août 2022, Ivan Provedel s'engage en faveur de la Lazio Rome. Il signe un contrat de cinq ans soit jusqu'en juin 2027 et doit compter avec la concurrence à son poste du portugais Luís Maximiano,.
Provedel joue son premier match pour la Lazio le 14 août 2022, lors de la première journée de la saison 2022-2023 de Serie A, contre le Bologne FC. Il entre en jeu à la place de Toma Bašić au bout de huit minutes de jeu après l'expulsion de Luís Maximiano qui partait titulaire, et son équipe parvient à l'emporter par deux buts à un. Il s'impose ensuite comme le gardien titulaire de la Lazio, ses performances incitant son entraîneur à être le premier choix dans les buts.
Le 19 septembre 2023, il inscrit dans les arrêts de jeu lors de la 1ere journée du match de Ligue des champions de l'UEFA 2023-2024 opposé à l'Atlético de Madrid un but de la tête qui permet à son équipe de la Lazio de Rome d'obtenir le match nul 1-1. Il est le premier gardien à inscrire un but dans cette compétition depuis Vincent Enyeama en septembre 2010.

### En sélection
En septembre 2022, Ivan Provedel est appelé pour la première fois avec l'équipe nationale d'Italie par le sélectionneur Roberto Mancini,.